# Kitlineq
Kitlineq (eller Victoria Island) er en ø i det canadiske Arktis, administrativt delt mellem Nunavutterritoriet og Nordvestterritoriet i Canada. Øen dækker et areal på 217.291 km2. Den er en del af det canadiske arktiske øhav, og er den næst største ø i Canada, og den ottende største ø i verden. Den vestlige tredjedel af øen er underlagt Inuvik-regionen i Nordvestterritoriet, resten er del af Kitikmeot-regionen i Nunavut.

## Beliggenhed og udseende
Kitlineq ligger på 69-72 grader nordlig bredde og mellem 102-118 grader vestlig længde. Øen er omkring 750 km lang (øst-vest) og 655 km på det bredeste sted (nord-syd). Kitlineq er adskilt fra det nordamerikanske fastland af et langt sund (med fem ulige navne, alt efter hvor man er). Banks ø mod vest er nærmeste naboø. Det lange sund, som deler denne og Kitlineq, er Prince of Wales Sound. I nord ligger Melvillesundet, mens McClintock-kanalen og Victoria Sound ligger øst for øen.
Kitlineq er en ø med mange halvøer, kystlinjen er opsplittet med mange fjorde og vige. I øst, pegende mod nord, ligger Storkerson-halvøen. Den ender i Goldsmithkanalen, farvandet som adskiller Kitlineq fra Stefansson Island. En større fjord, Hadleybugten, deler Storkerson-halvøen fra det mellemste område på øen i nord. En anden stor halvø i nord er Alberthalvøen. I syd, pegende vest over, ligger Wollaston-halvøen, adskilt fra det mellemste område af Albert Sound. Set på et kort kan øen minde om et stiliseret ahornblad.
Kitlineqs højeste punkt ligger 655 meter over havet i Shalerbjerg i det indre nord. Største indsø på øen er 562 km2 vide Ferguson Lake, der ligger lige nord for Cambridge Bay.

## Bosættelse
Indbyggertallet var ved folketællingen i 2006 på 1875 personer; 1477 af disse boede i Nunavut og 398 i Nordvestterritoriet. Cambridge Bay er den største af de to bosættelser på øen. Denne ligger på sydøstkysten og hører til Nunavut. Ulukhaktok på vestkysten ligger i Nordvestterritoriet. Handelsstationen, som til hørte til Fort Collinson på nordvestkysten, er opgivet for længe siden.
71°N 110°V / 71°N 110°V